# 南部重直
南部 重直（なんぶ しげなお）は、江戸時代前期の大名。陸奥国盛岡藩の第2代藩主。官位は従五位下・山城守。南部氏28代（盛岡南部家3代）当主。

## 生涯
慶長11年（1606年）3月9日、初代藩主・南部利直の3男として江戸桜田屋敷にて誕生。寛永9年（1632年）、父の死去により家督を継ぐ。藩政においては祖父・南部信直の時代に着工した盛岡城の築城工事を完成させるなど、盛岡藩の基盤固めに専念した。苛烈な性格であったという。実子はなく、さらに幕閣に列し譜代大名になろうとしたともいう。そのために堀田正盛の子を養子として勝直と名乗らせ養った（勝直は養子縁組後すぐに18歳で早世する）。
寛永12年（1636年）4月、参勤交代に10日遅参した。徳川家光の勘気を受け、翌年まで南部藩江戸屋敷にて蟄居処分を受ける。前年から武家諸法度に基づき開始された初の参勤交代での出来事であった。
寛文4年（1664年）9月12日、江戸で死去した。享年59。
重直は4代将軍・徳川家綱に後継者の選定と南部家の存続を事前に願い、重直の死後、家綱は裁定して重直の弟・七戸重信に2万石減封して盛岡8万石を与えて家を継がせ、同じく弟の中里直好に新規に八戸2万石を与えて別家を興させ、事実上の分割相続を行った。初め花輪重政と称した七戸重信は南部重信、中里直好は南部直房と名を改めた。

## ブレスケンス号事件
寛永20年（1643年）7月末、オランダ船ブレスケンス号の乗組員が盛岡藩領山田浦に上陸し、捕縛された。「ブレスケンス号事件」と呼ばれる。
船長以下の船員は江戸に護送されることになったが、まず盛岡城に連行された。船長のスハープは
と、日記に城下町盛岡の印象を記している。
藩主の重直は当初、彼らを密航した宣教師ではないかと疑い、通訳の役人に、ポルトガル人、スペイン人、フランス人、イギリス人、デンマーク人、スウェーデン人、クレタ人（ギリシャ人）ではないかと質問させた。また十字架を差し出して祈祷するように言った。彼らはこれらを拒否しオランダ人である、と答え、また、皇帝（徳川家将軍）の許可を得て、長崎で交易をしたり、毎年江戸で皇帝に拝謁し贈り物もしていると答えた。藩主はさらに彼らを試すため、踏み絵に用いる聖母マリアの描かれた銅板を差し出し、これに接吻するはずだと言った。しかし船員たちは反対に銅板に唾を吐き、これを砕いてもよいかと尋ねた。これを聞いた藩主は大笑いし、彼らが宣教師などではないことを確認した。また船員の一人はセイロン島でポルトガル人から受けた傷を見せ、ポルトガル人はこういうことをする我々の仇敵であると答えた。こうしたアピールは藩主に気に入られた。その後、船員たちは2週間ほど盛岡に滞在し、丁重なもてなしを受けた後、江戸へと出立した。スハープの日記によると、滞在中彼らの身辺の世話をしていた役人は、涙を流し別れを惜しんだという。

## 系譜
- 父：南部利直（1576年-1632年）
- 母：武姫、お武の方、源秀院 - 蒲生氏郷の娘
- 正室：加藤嘉明の三女 - 後に病身より離縁
- 側室：貞心院 - 本館甚右衛門の妹
- 側室：隆高院 - 岸本右衛門の娘
- 養子
  - 男子：南部勝直（1642年-1659年） - 堀田正盛の五男
  - 男子：南部重信（1616年-1702年） - 南部利直の五男